# Живая статуя

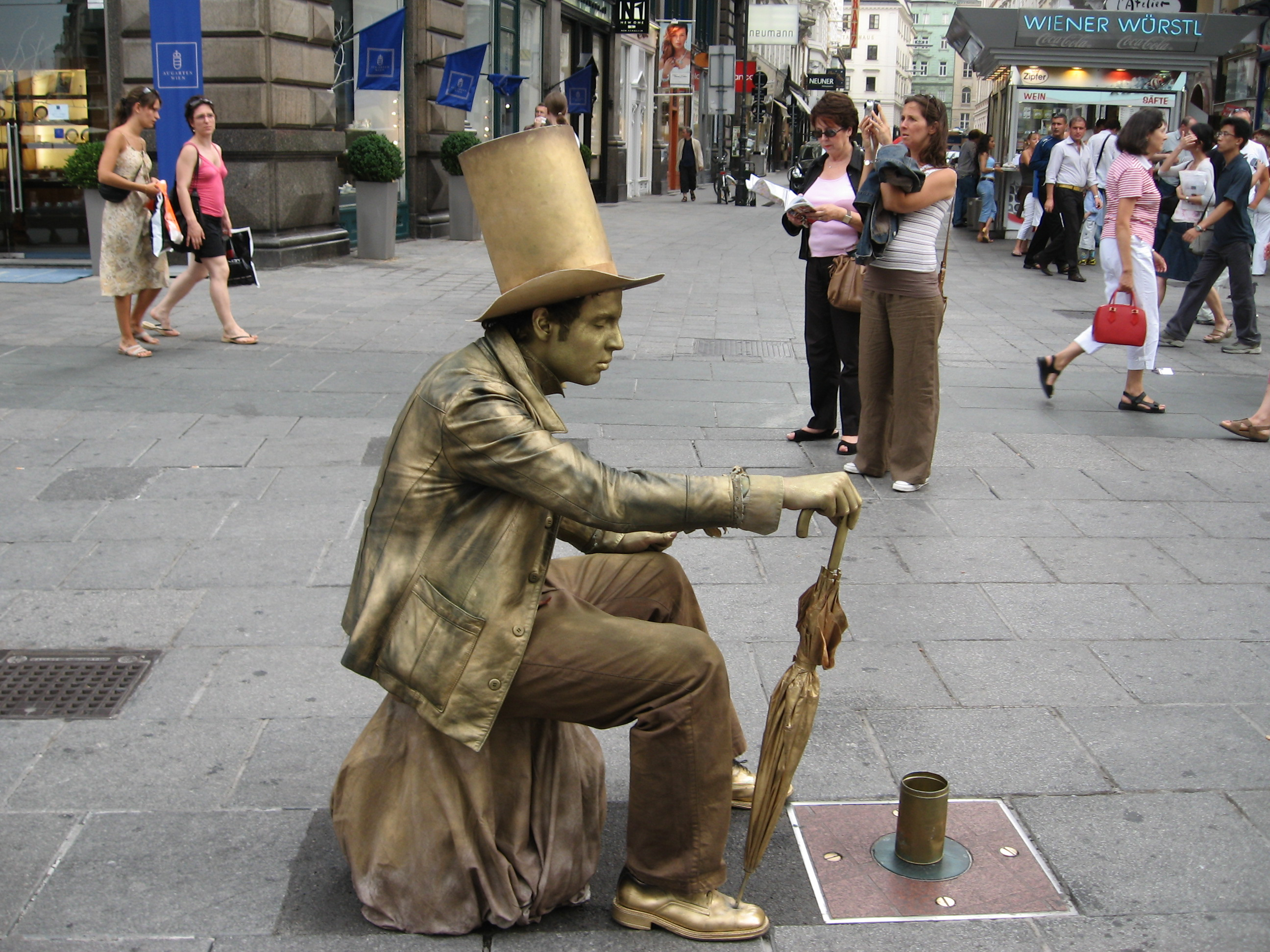
Живая статуя в Вене

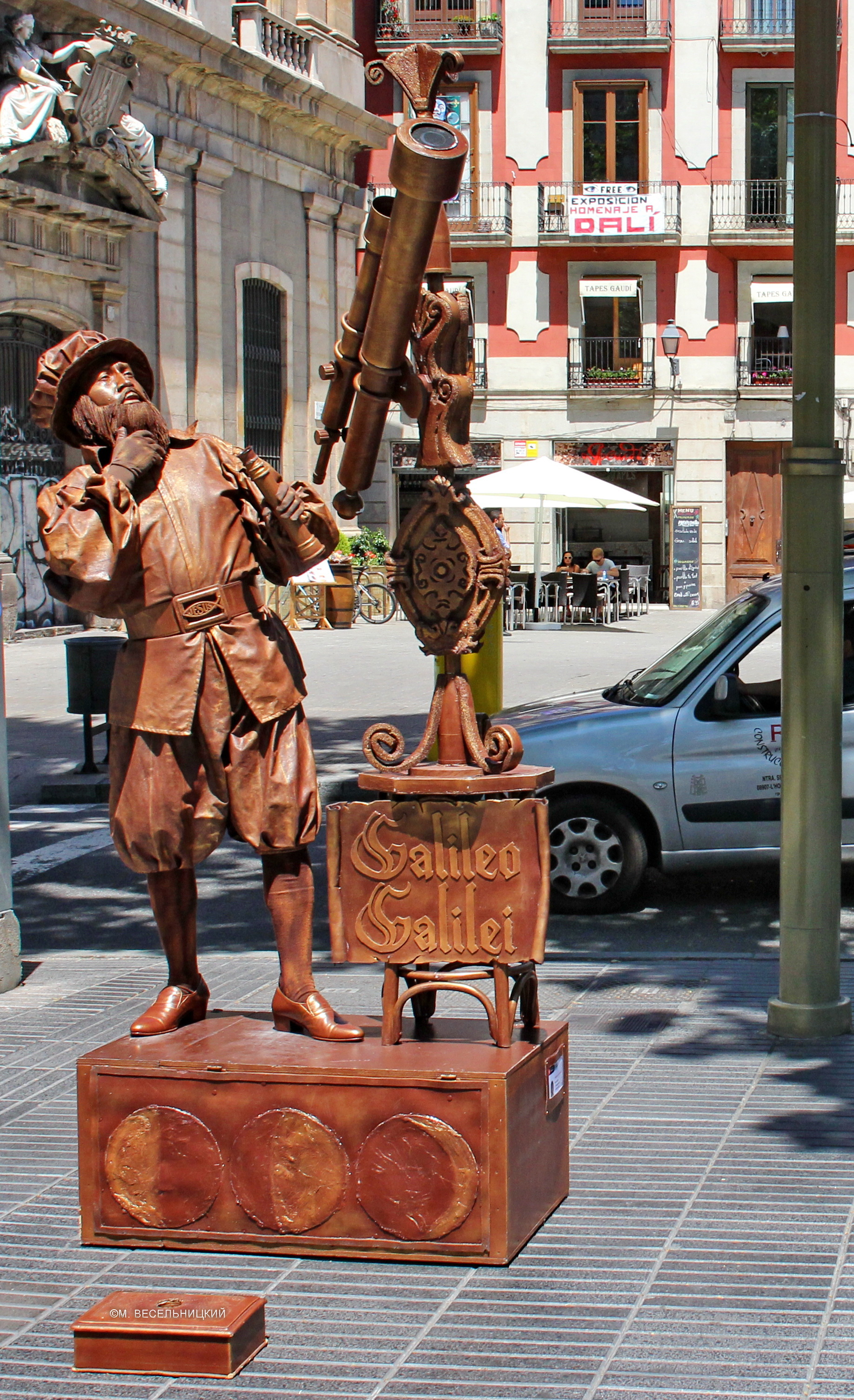
Барселона. Живая статуя Галилео Галилея.

Живая статуя — вид уличной пантомимы; полностью загримированный актёр-мим, имитирующий статую, выполненную из мрамора или металла.
Отличительной особенностью живой статуи является статуарность и полное отсутствие каких-либо движений на протяжении отрезка времени.
Внешнее сходство со статуей добивается благодаря нанесению равномерного слоя грима и краски на одежду, лицо и тело актёра: оттенки золота, серебра, бронзы и т. п. имитируют цвет настоящих памятников из мрамора или какого-либо металла.

## Происхождение
Живые статуи впервые появились на бульваре Рамбла в Барселоне.[когда?]

## В России и СНГ
На момент 2019 года живые статуи существуют как вид уличного искусства во многих городах, однако чаще всего их можно увидеть на фестивалях уличных театров, праздниках или иных культурно массовых мероприятиях.
В то же время, представленные на улицах таких городов, как Санкт-Петербург, Москва, Казань и Нижний Новогород, артисты, изображающие живые статуи, не подходят под определение таковых, поскольку двигаются и разговаривают почти всё время своего выступления. Кроме того, их поведение как артистов многими воспринимается негативно и служит причиной большего числа конфликтов и жалоб.

## Галерея

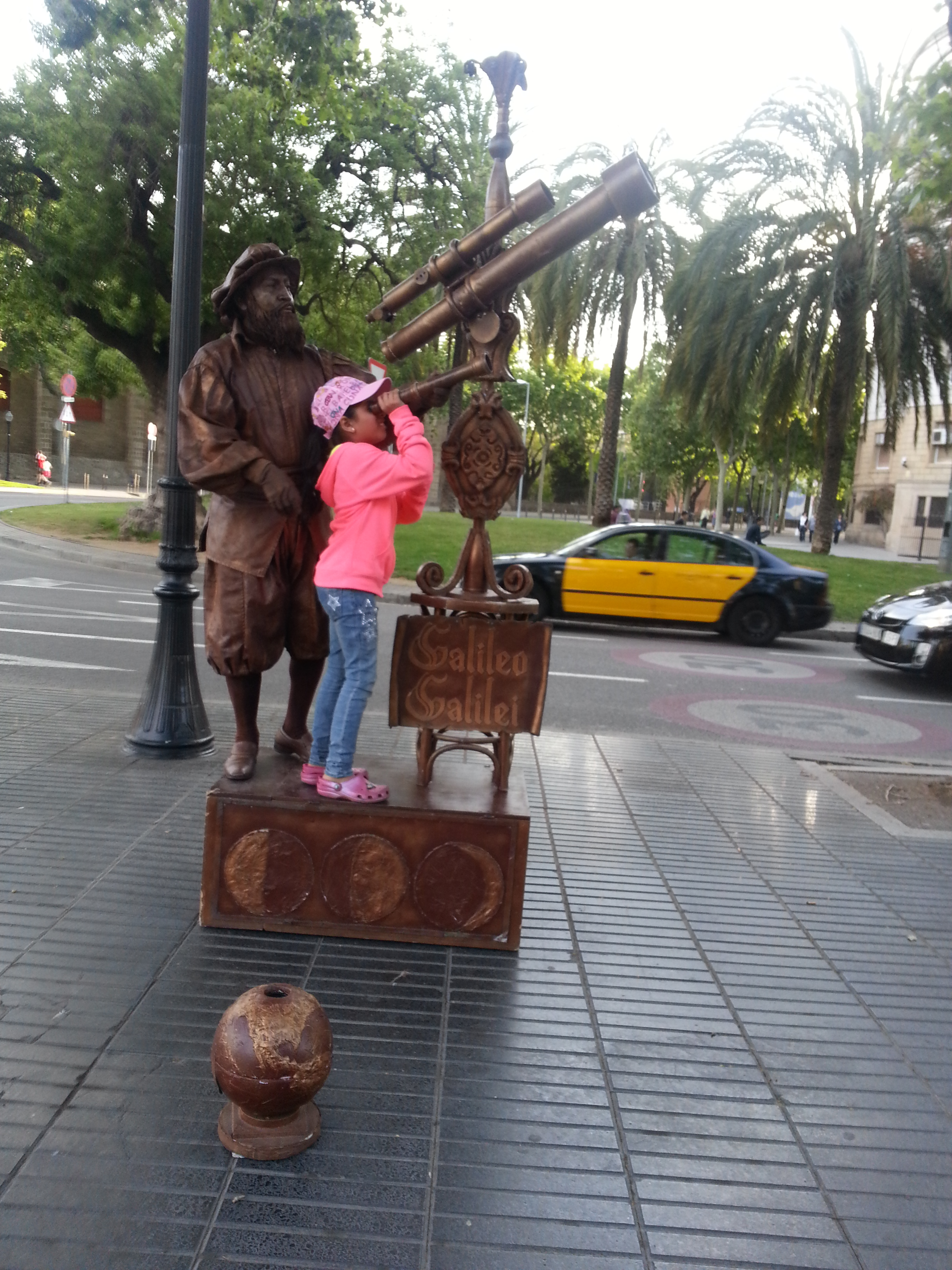
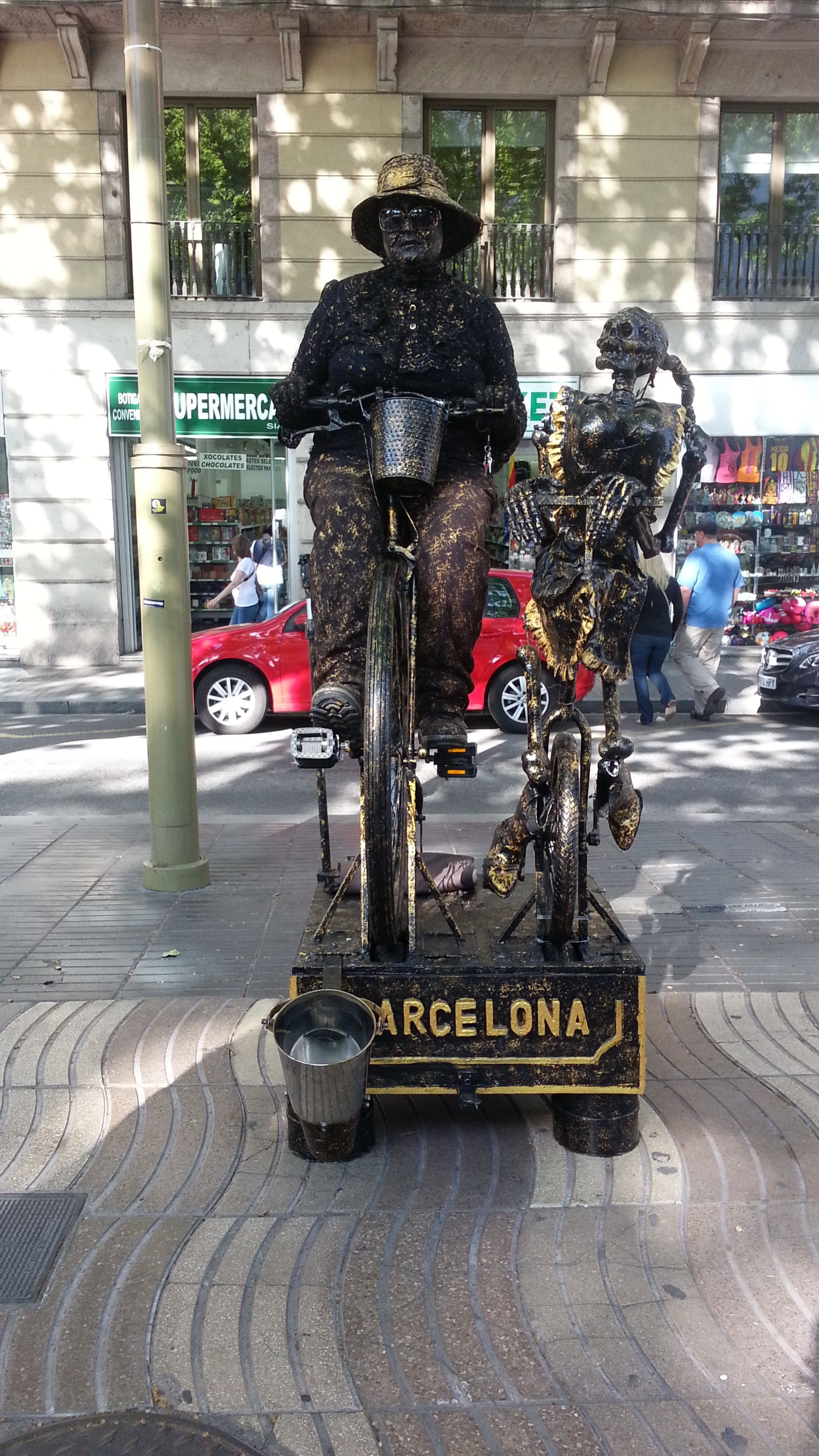
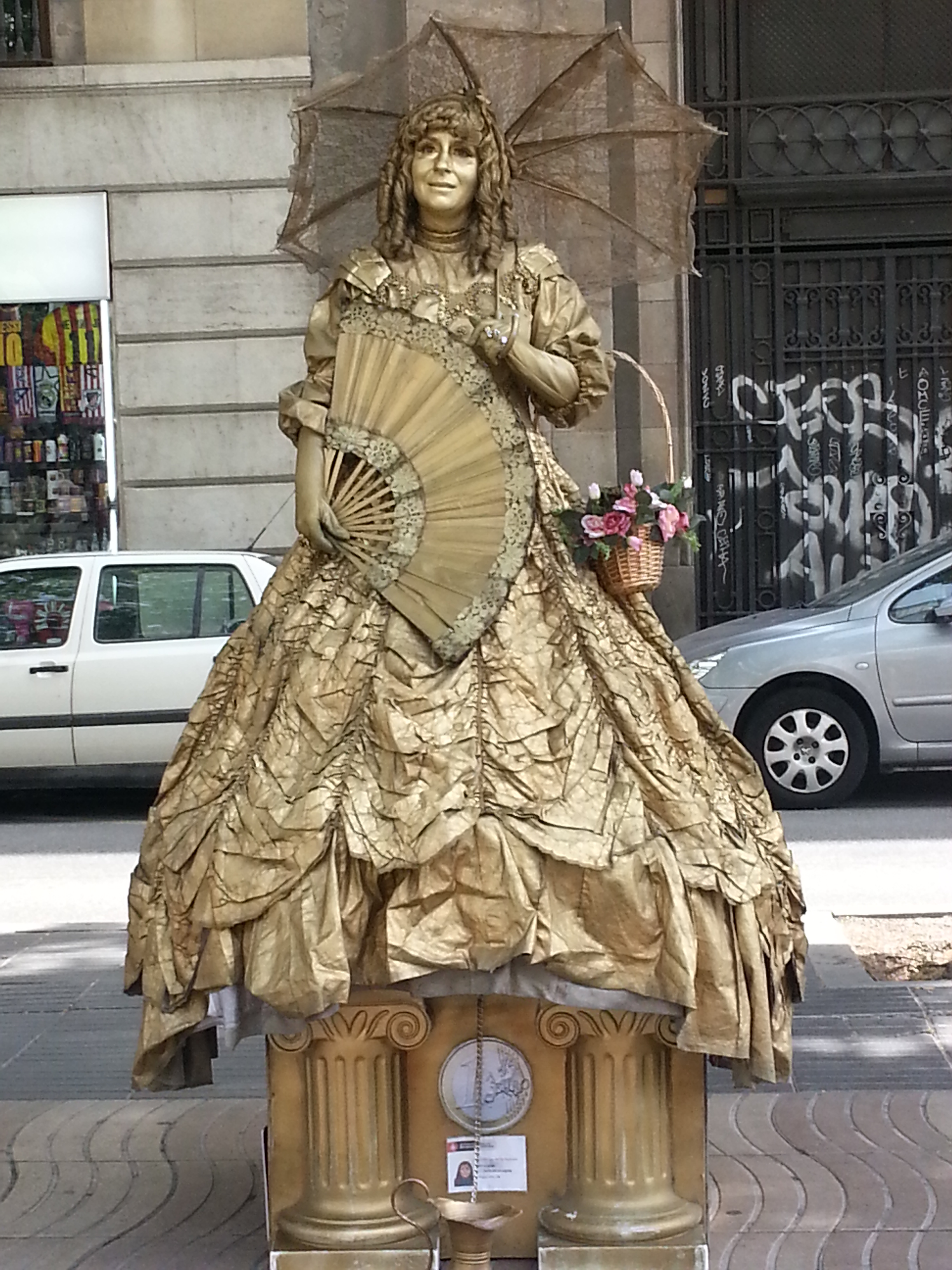
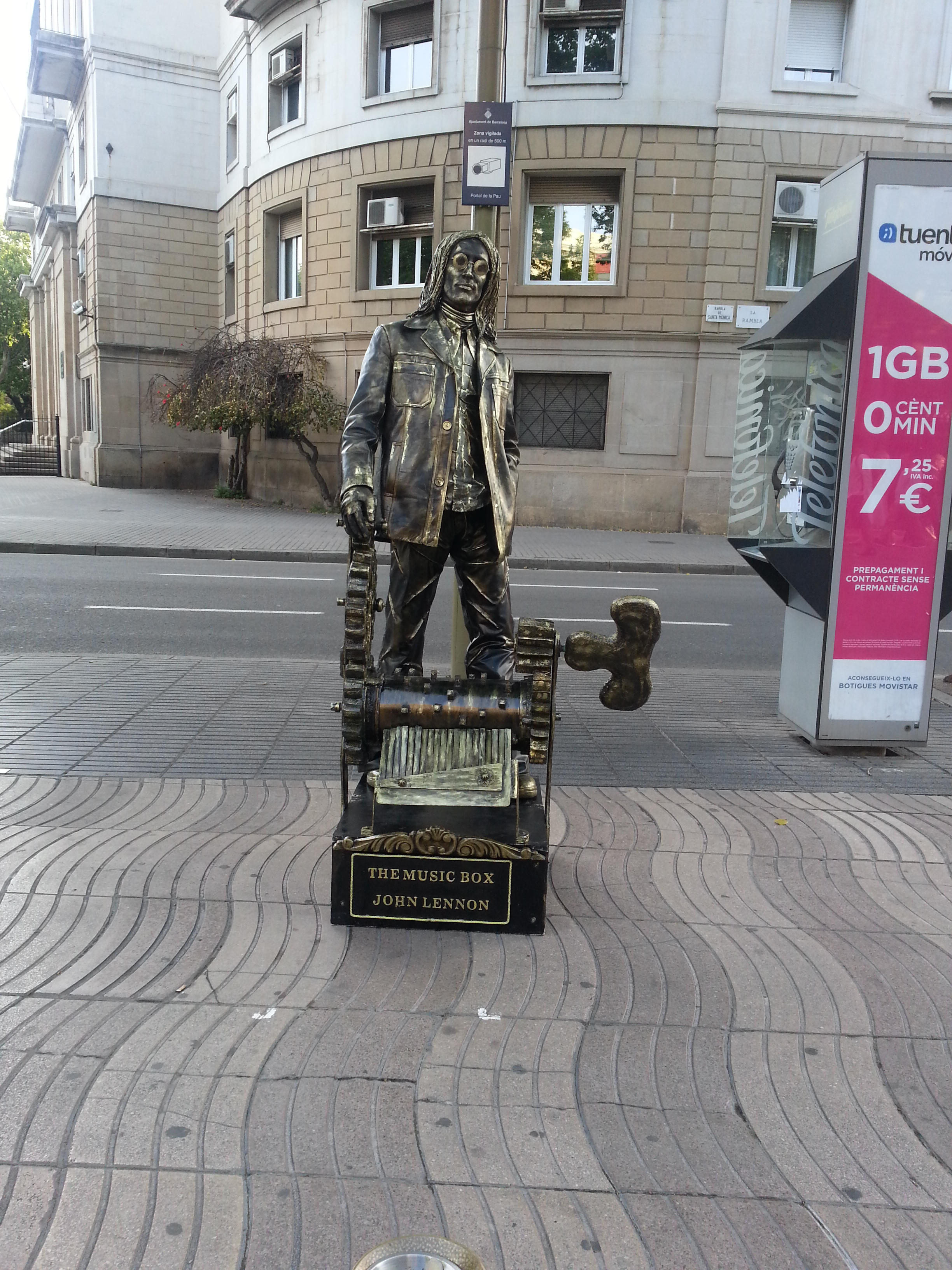
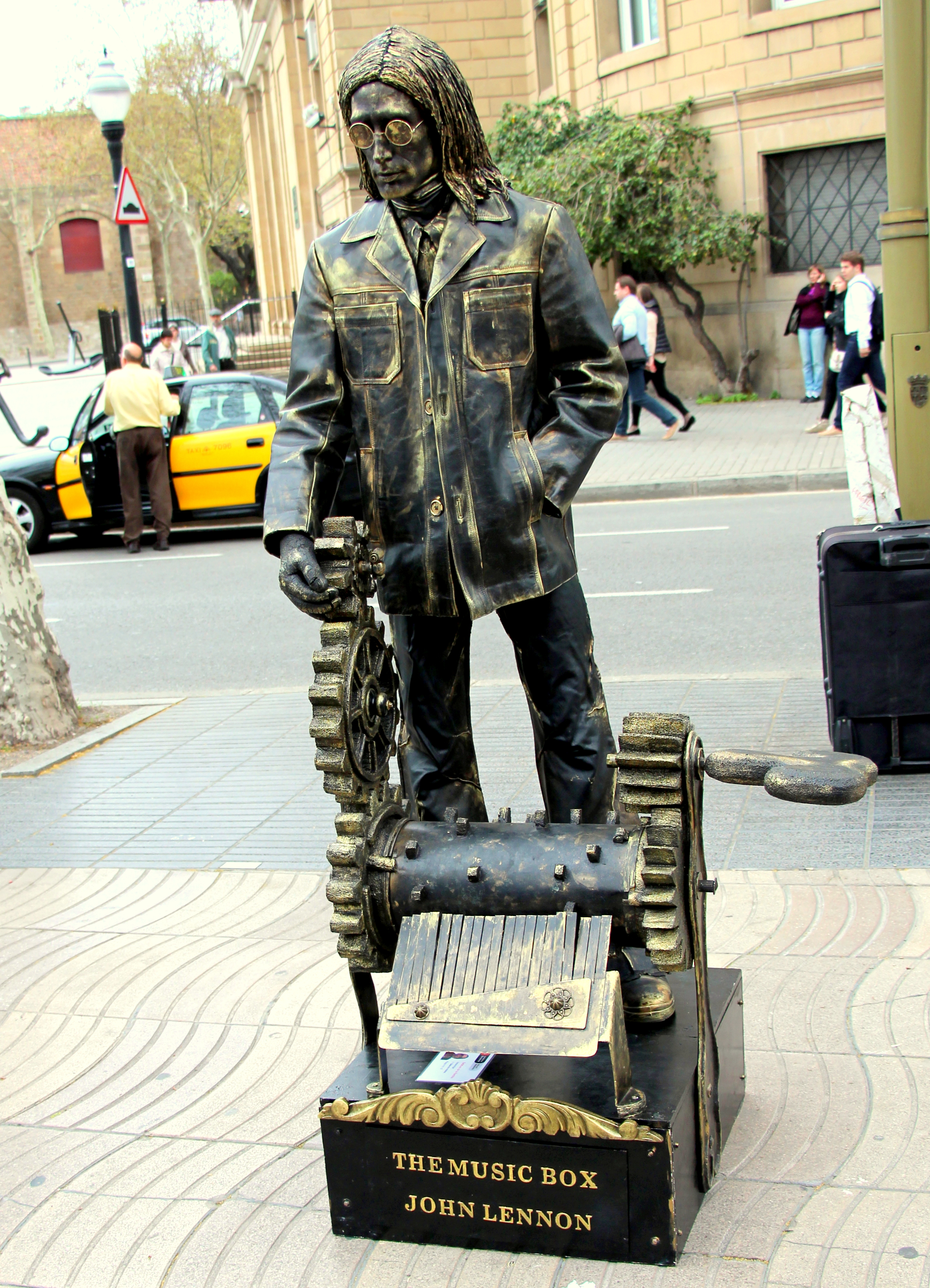
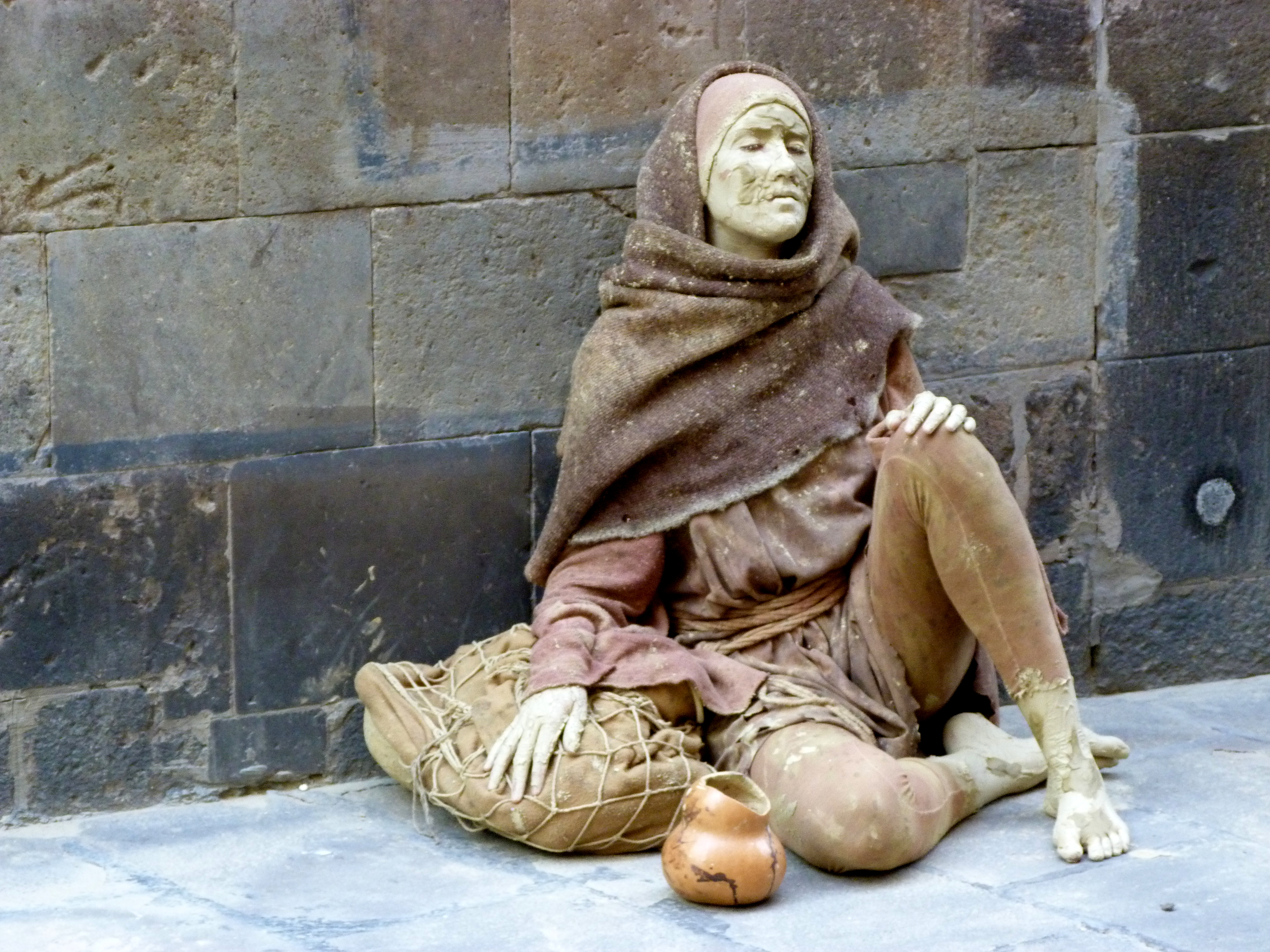
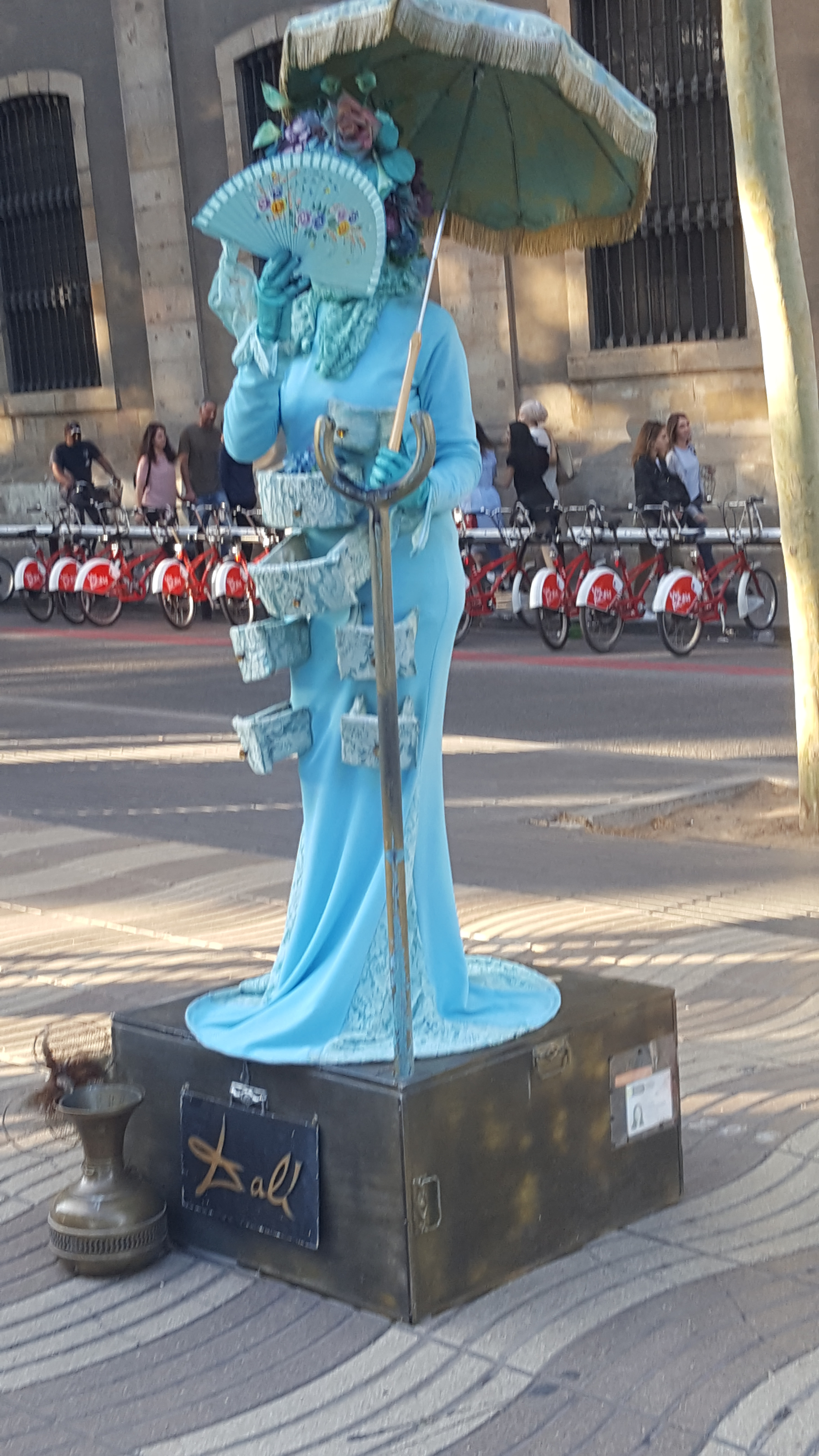
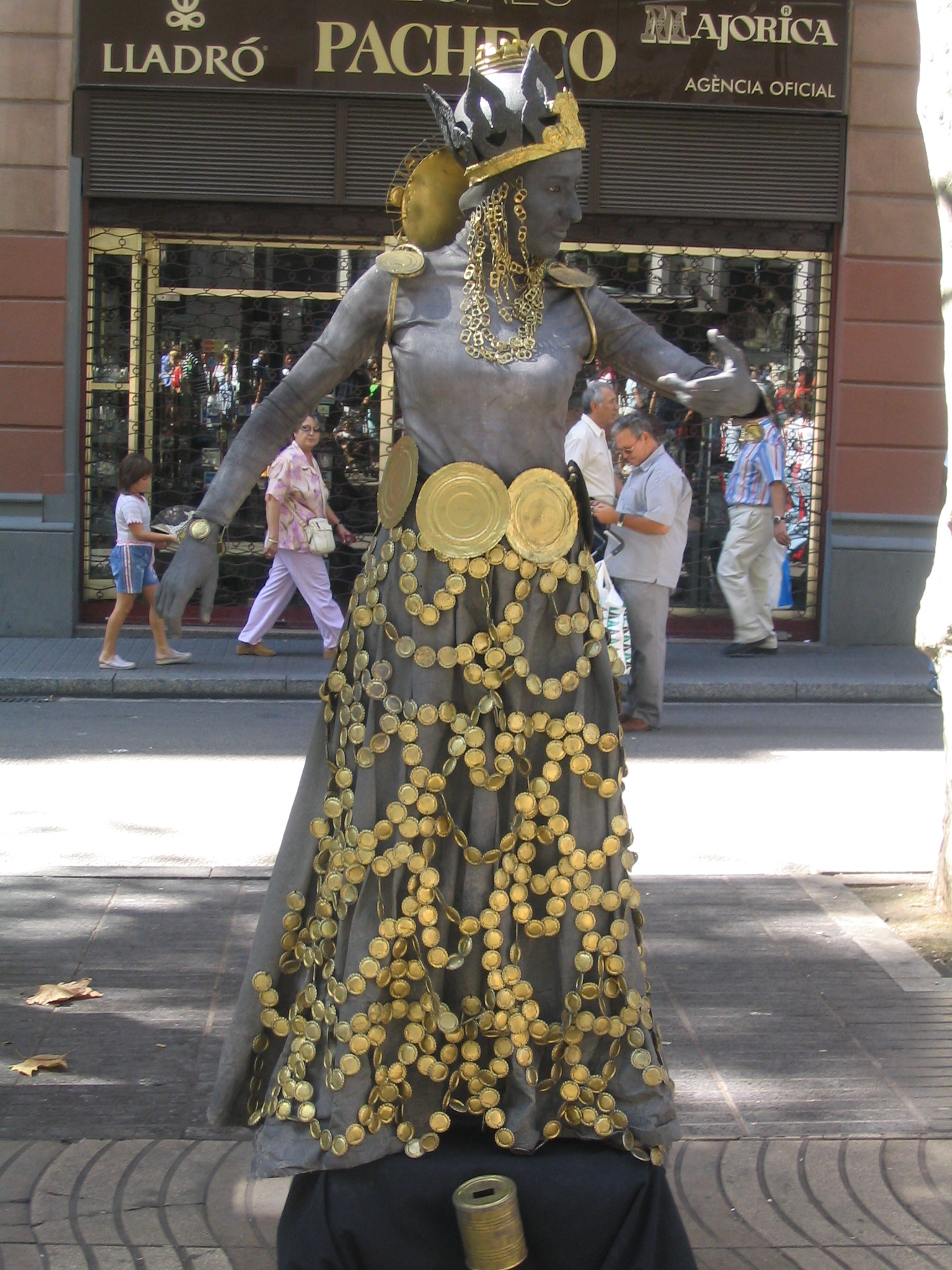
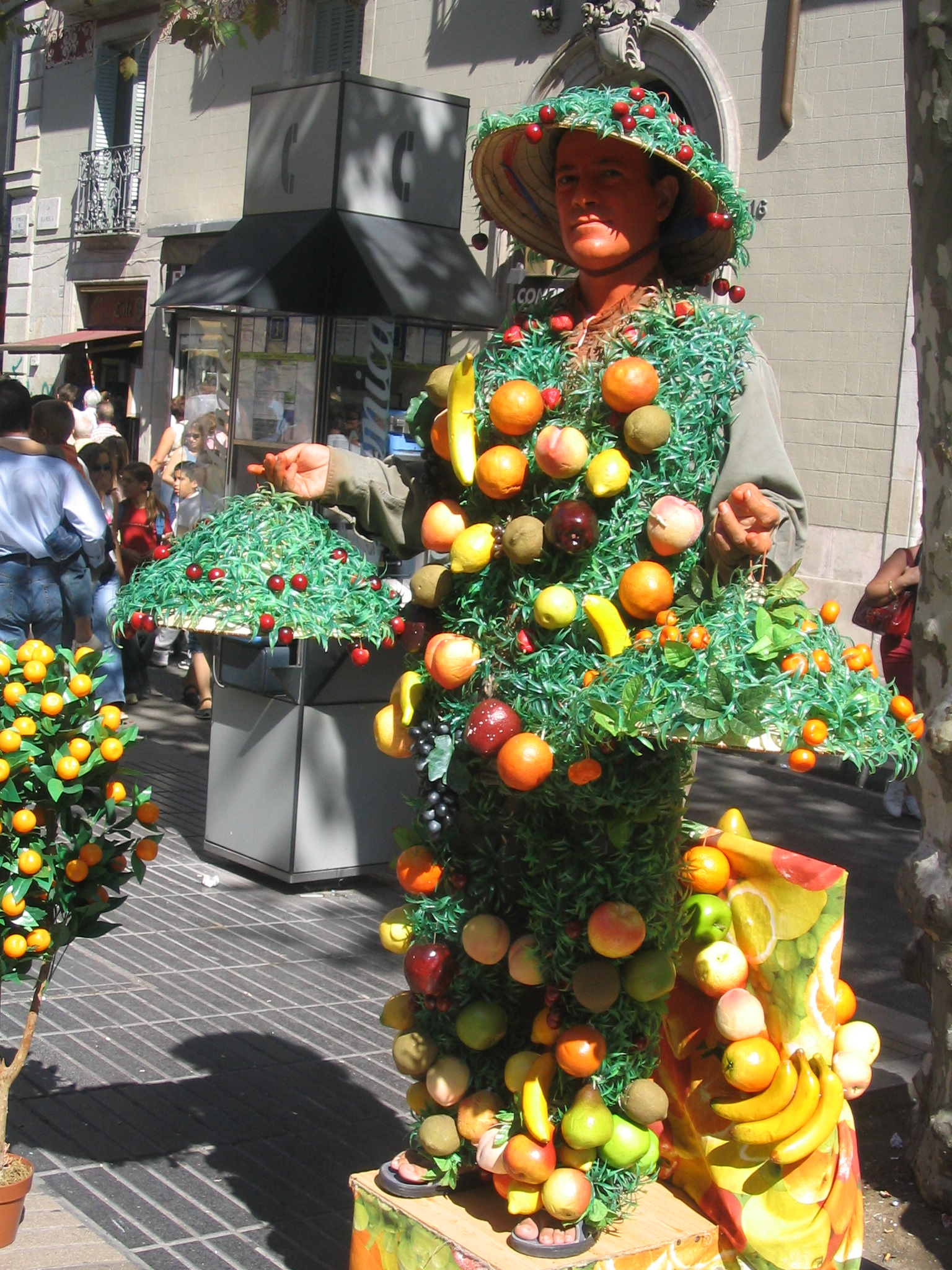
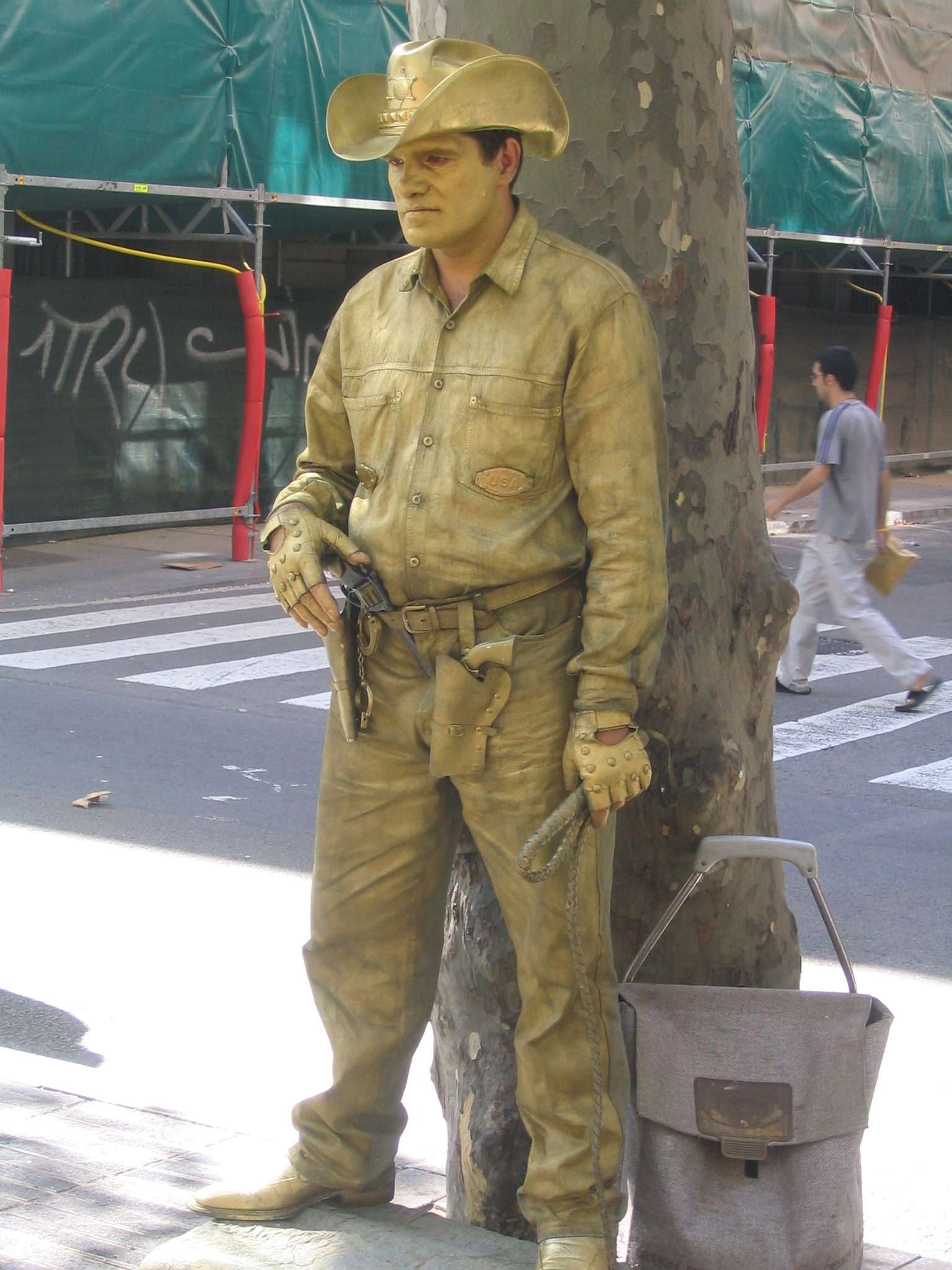
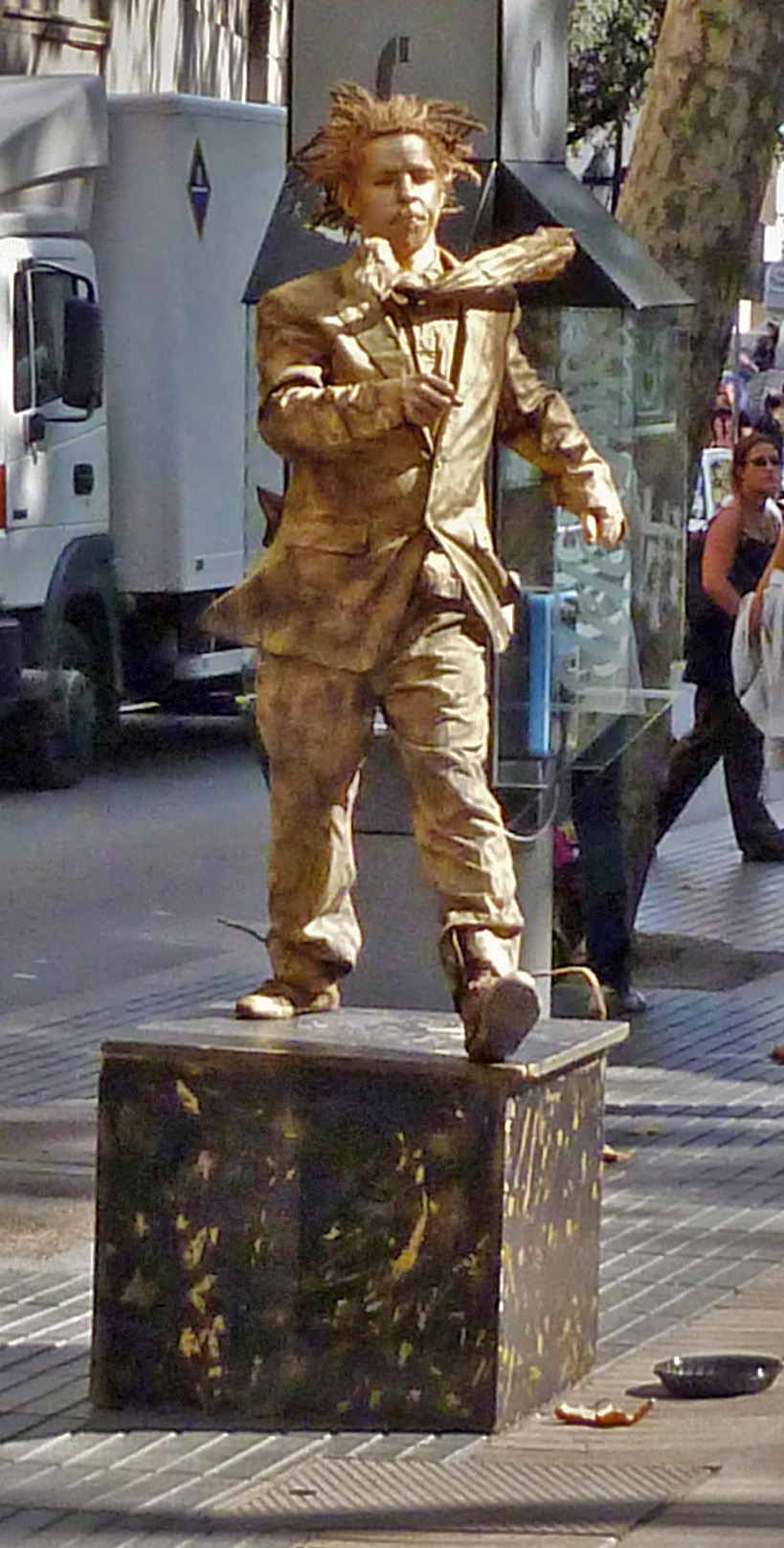
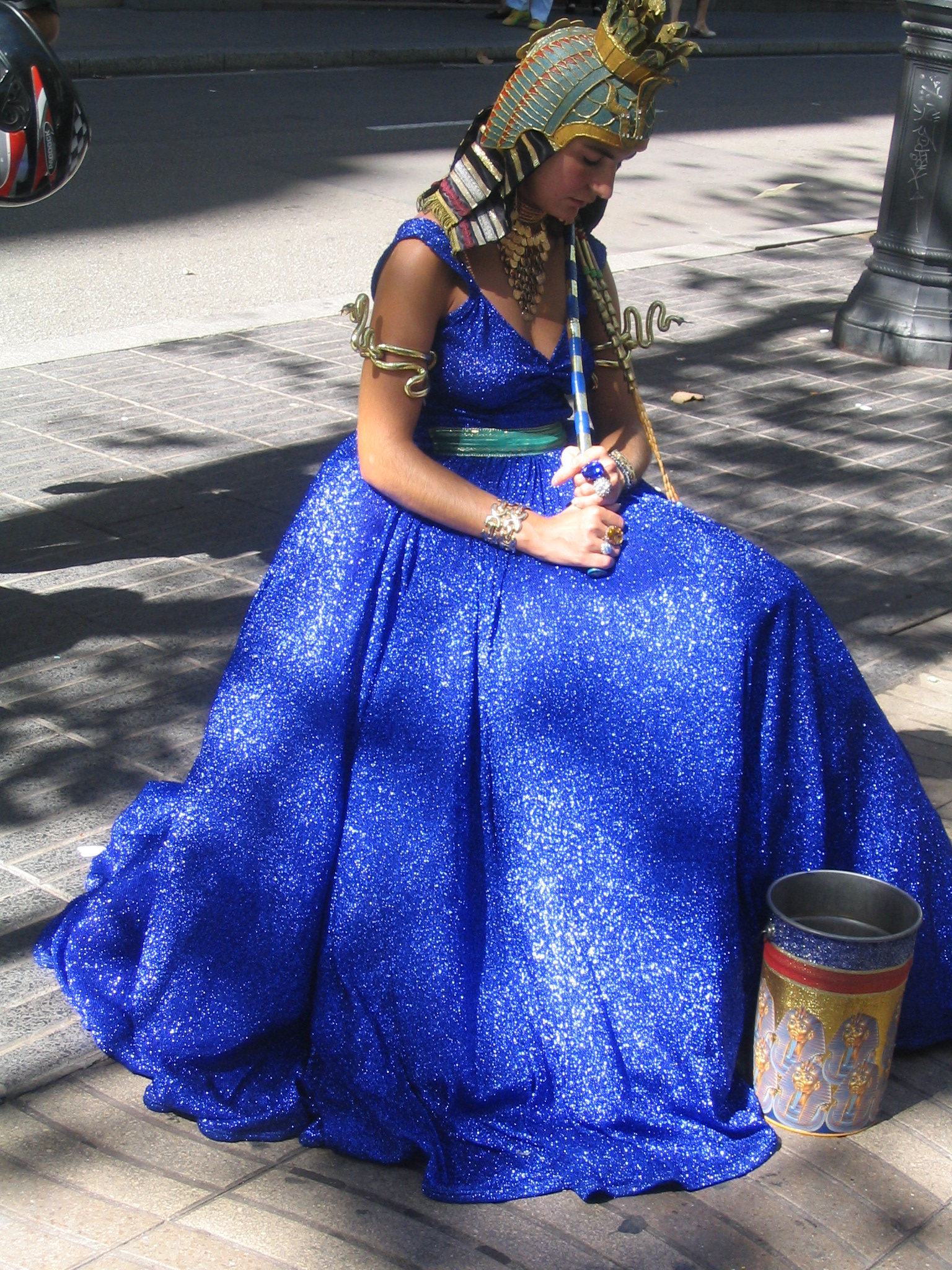
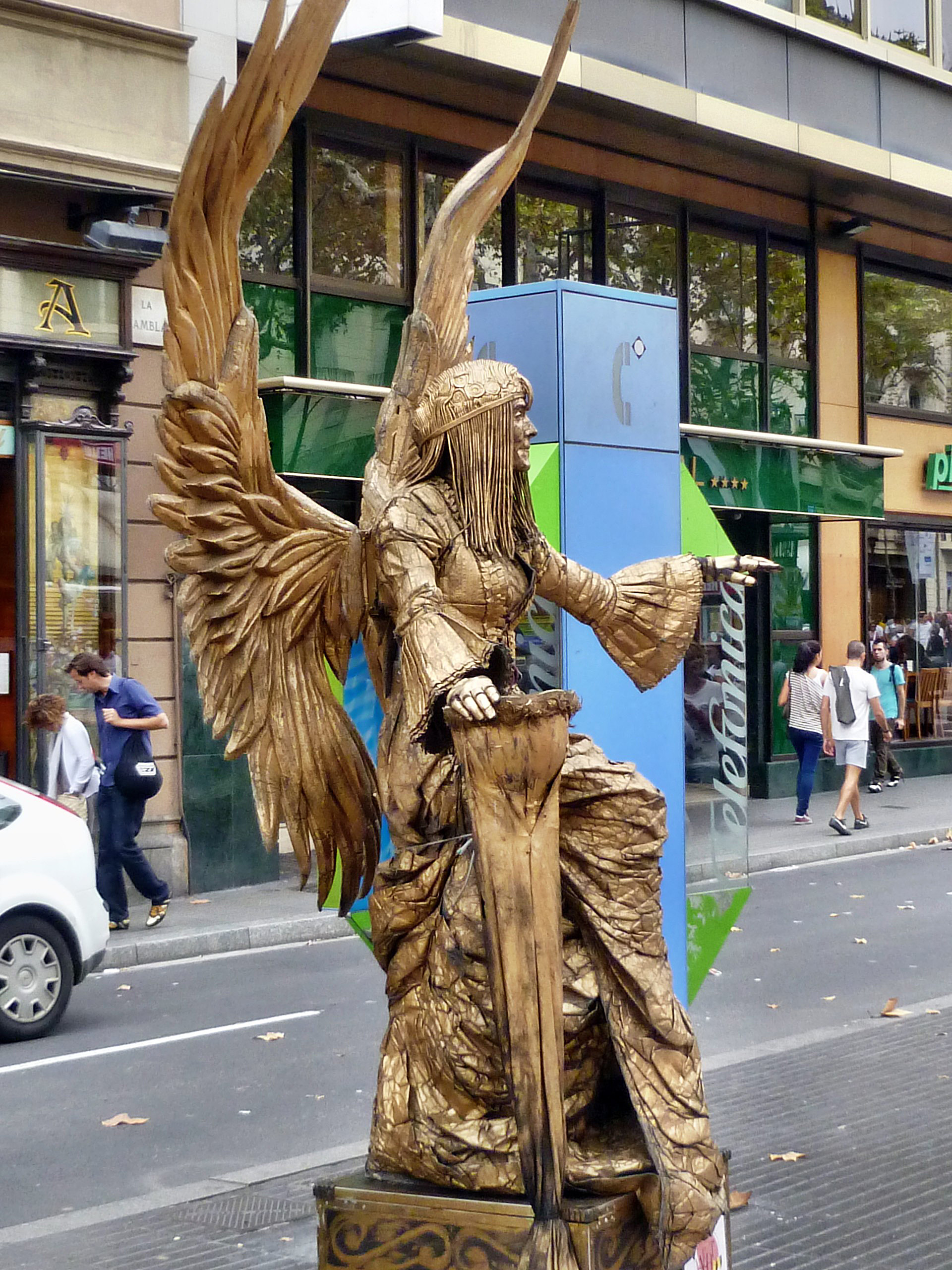
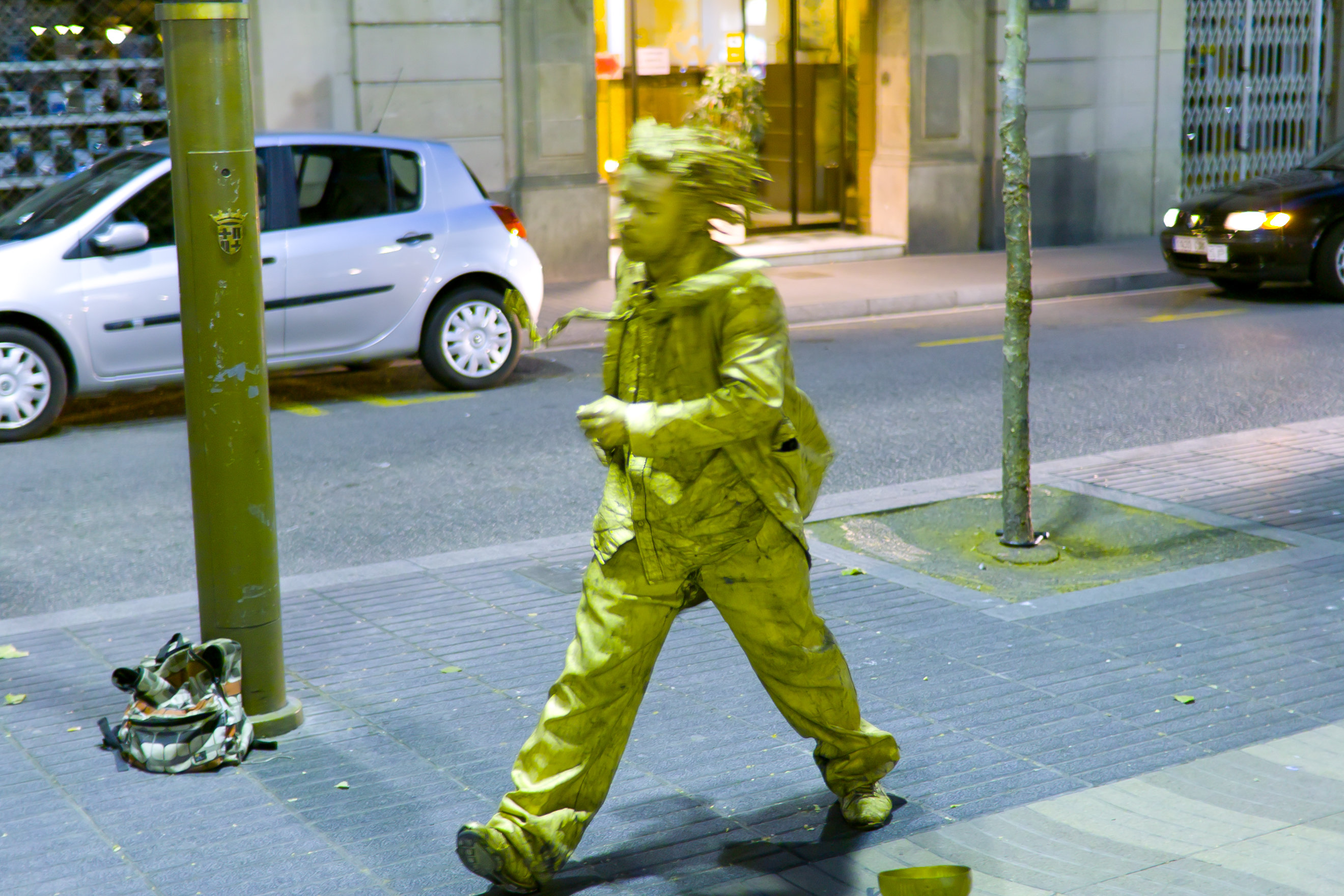
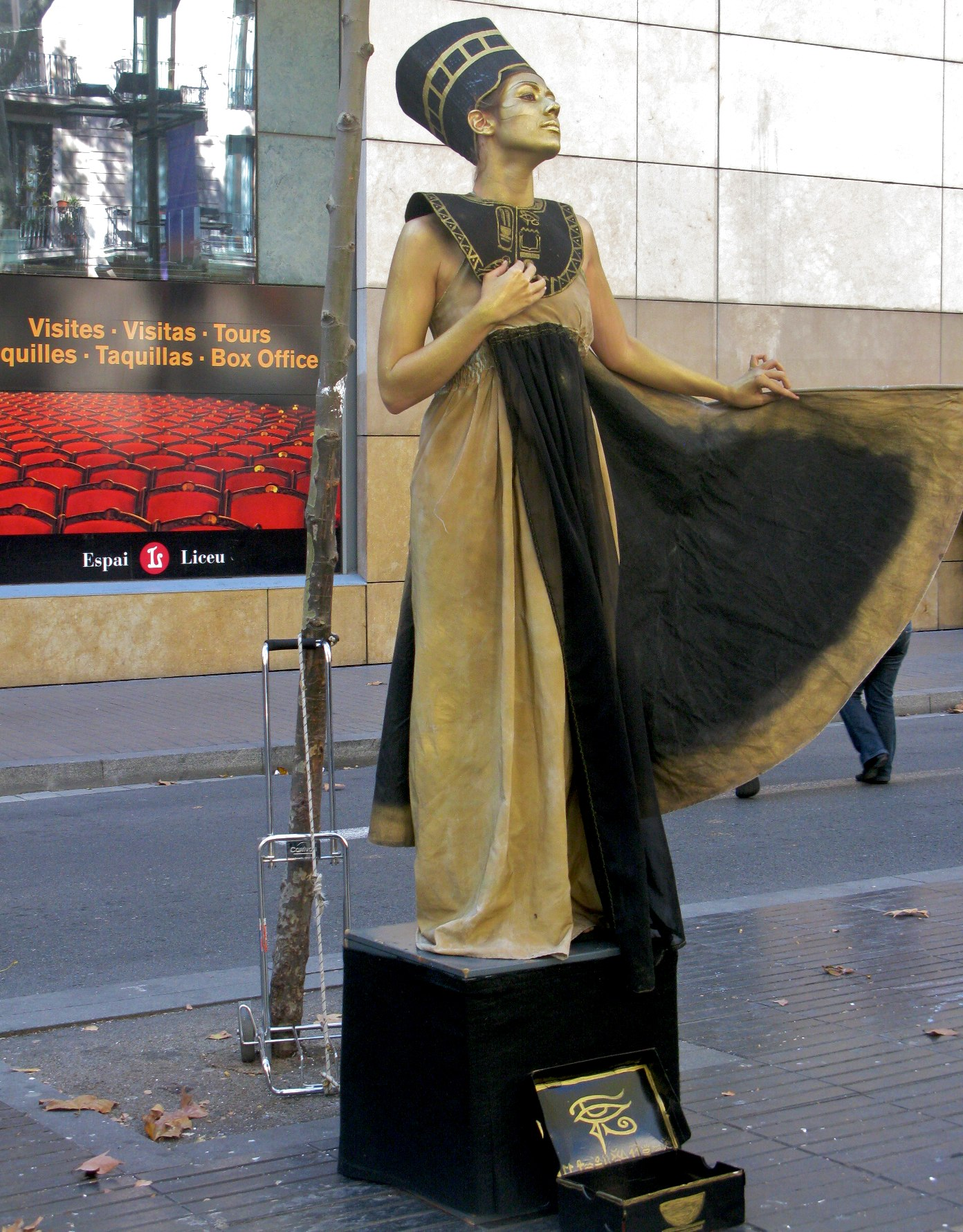
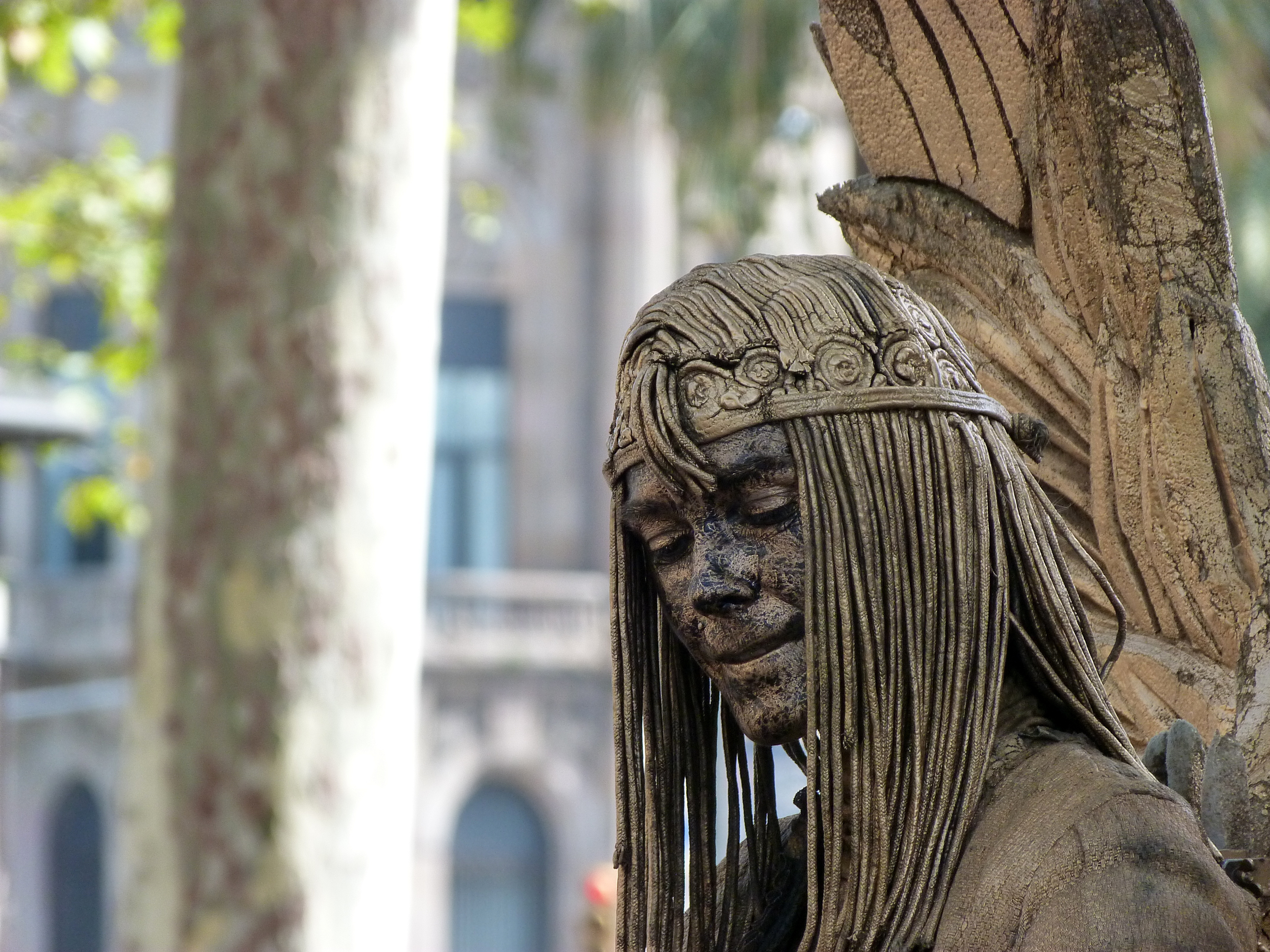